# Mons (Var)
Mons település Franciaországban, Var megyében. Lakosainak száma 873 fő (2022. január 1.). Mons Escragnolles, Saint-Cézaire-sur-Siagne, Séranon, Callian, Fayence, La Roque-Esclapon, Seillans és Tourrettes községekkel határos.

## Népesség
A település népességének változása:
| Lakosok száma | 868  | 853  | 817  | 811  | 806  | 802  | 837  | 873  |
|               | 2013 | 2015 | 2017 | 2018 | 2019 | 2020 | 2021 | 2022 |